# 詹志文
詹志文（英語：Leo Chim Chi Man，1977年7月27日—），曾使用藝名詹志民，現任自資數碼營銷顧問公司Song Do Nam負責人，Fevaworks Solutions (Hong Kong) Limited 首席創作總監，小店波店長，前香港商業電台節目主持人，曾被同台DJ森美戲稱「方人方面方剛」，在《森美小儀山寨王》時代，名為Pet Pet Leo。後來名為「喪Do男」，之後再有「Leo波」這稱號。

## 簡歷
詹志文中學畢業於聖公會林護紀念中學，之後就讀香港中文大學，主修工商管理。在2006年11月與現任妻子結婚。
為配合電台節目《空中喱民》，所以名字由「文」改為「民」。後來用回「詹志文」這中文名。其他DJ稱他"四方果"，一度被森美在森美移動中於Yahoo!搜尋四方果一詞，成為一時佳話。
2001年當時詹仍在中文大學讀書，但他不喜歡沉悶的辦公室工作，希望成為DJ，於是自己做了一個電台節目，向俞琤自薦加入商業電台，於林海峰的節目《好世界》中，負責其中一個15分鐘的遊戲環節《早晨經理》。其後在森美及阮小儀的節目《森美小儀山寨王》 中擔任副手，亦隨卓韻芝學習劇本創作。由於他和森美及小儀合得來，遂正式加入《森美小儀山寨王》。再加入森美的週末節目《森美移動》，其後更加有個人節目《Pet Pet Leo》 ，2005年與張家豐（阿喱）合做節目《空中喱民》，亦曾有個人音樂節目《Chi Man's Choice》，開始於商業電台抬頭。
2006年6月12日起與蘇耀宗（細So）及阿喱主持遊戲節目《大鐵人123》，節目現已結束。
2007年2月26日開始與阿喱和高郁斐(有耳非文)合作主持《有耳喱民》。同日開始其《喪Do男》的生涯，喪Do男亦是其成名之作，令他人氣急升，人人皆知。
2008年7月4日與合作多年的阿喱及另一位節目主持人有耳非文共同主持最後一集《有耳喱民》後正式宣佈「喱民」組合解散，並於同年7月7日獨自主持新節目《Do人show》。
2008年11月7日成立Do人Show唱唱團LCK，由詹志文(L)和陳強(C)及傑仔(K)各自將流行曲部分歌詞改成為香港人打氣的歌曲，並清唱出來，於《Do人Show》節目時段內播出。
2009年4月9日他親自宣佈《Do人Show》隨著903節目調動在2009年4月17日結束。翌日他表示《Do人Show》後自己只會主持週六的《森美移動》，結束自己9年在商業電台的工作。一般相信他由長期員工轉成合約員工，只會在準備節目時才會到商台。
其後曾在宣明會做義工，之後在 Prefix Group 尚方（页面存档备份，存于） 中任職企劃總監，主力負責品牌、藝人或文化活動相關的宣傳，以及節目製作統籌及企劃工作。
2009年11月，他離職尚方；在香港職業訓練局任職市場推廣主任，主攻網上營銷(Digital Marketing)，創立「Dream's幫」，拍了多條網上短片，並贏得Red Bull亞洲首屆飛行日冠軍，並奪2011香港資訊及通訊科技獎。
2011年9月，他全時間打理自己公司Song Do Nam (喪Do男)，擔任數碼營銷顧問 (Digital Marketing Consultant)。
在2013年5月5日的《兒童適宜》節目中，詹志文表示會離開商業電台，該集是他最後一集主持的電台節目。
2016年，他除打理自己公司外，亦在新傳媒擔任創作總監（Creative Director）。2017年，則轉到Fevaworks Solutions (Hong Kong) Limited擔任創作總監（Creative Director）。2018年，他升任為首席創作總監（Chief Creative Officer）。2025年，他轉為該公司的創作顧問（Creative Consultant）。

## 曾主持/參與節目

### 電台節目
- 《森美小儀山寨王》(又名Pet Pet Leo)
- 《起身翻騰兩周半》[9]
- 《森美小儀K饉40》(於2004年7月14日至9月3日星期一至五下午4時至6時)
- 《903 發開口夢》（於2005年8月9日至9月2日星期一至五晚上8時至10時）
- 《正在叱咤》（於2006年12月I Love you boyz劇場代萬世巨星時於下午4時至6時）
- 《Chi Man's Choice》（星期六凌晨1時至2時）
- 《Pet Pet Leo》（星期六凌晨1時至2時）
- 《大鐵人123》（星期一至五晚上12時至1時）
- 《903 傍住你放榜》（放榜日前一晚凌晨2時至6時）
- 《喱民精選》（星期六下午5時至6時）
- 《空中喱民》 （星期一至五晚上8時至10時）
- 《有耳喱民》（星期一至五凌晨12時至2時）
- 《Do人show》（逢星期一至五下午9時至10時）
- 《森美移動》（逢星期六晚上11時至凌晨1時）
- 《兒童適宜》（逢星期日下午2時至下午4時）

### 電視節目
- 《花旗筋肉大格鬥》（高清翡翠台 逢星期日晚上11時半至星期一凌晨12時半）
  - 曾在翡翠台星期六中午12時至下午1時重播
- 《爆片王》（nowTV 102觀星台 與吳日言共同主持，逢星期一晚上9時30分至10時 ）

## 曾參與廣播劇
- 佔爺@《公子日記》
- 《Model王傳奇》
- 《大衛營廣播劇》
- 四方果@《爆籃無敵》
- 《森美幻想劇》
- 師傅仔@《街車王》
- 壞同學@《uma與neko》
- 副隊長、雲吞雞將軍@《宇宙突擊隊之 Uma 與 Neko — 砂鍋雲吞雞》
- 豹膽民@《大佬冰室》
- 吳水@《黃金少年》（Season 1 & 2 & 3 & 4）
- 喪民@《喪Do男前傳》
- L先生@《Cafe de Nath》（於有耳喱民時段內大約凌晨1時50分後播出；星期日乜嘢地獄）
- 《森美幻想劇》 (星期六 11:00pm–1:00am，時間不定，通常在森美移動 尾段播放)
- 《笑談廣東話》 (聲演：夫人)
- 《森美移動音樂機械特勤》(飾演：Leo)  (逢星期六森美移動時段內播放，約於 11 點 半 至 12 點播放)

## 其他演出
- 《我要做Model》飾 模特兒公司職員
- 《森之愛情》第九集《十五年的約會》飾 LEO
- 《飛砂風中轉》[10]
- 《关人7事》飾 便利店老板

## 出版書籍
- 《喪Do男》
  - 記錄喪Do男的製作花絮

- 《敗犬男（页面存档备份，存于）》
  - 記錄Leo九年的電台工作經歷
  - 第廿三屆中學生好書龍虎榜十本好書 [11]

- 《敗犬男：好想說再見 （页面存档备份，存于）》
  - 記述Leo父親患癌的經歷

Leo暫時電台作品有一本, 文字作品有兩本。

## 外部連結
- 商業電台主持簡介 （页面存档备份，存于）
- Leo (= 喪Do男 ) Blog （页面存档备份，存于）
- Leo 在 my903.com 的網誌
- 喪Do男 在 YouTube 的頻道 （页面存档备份，存于）
- 喪Do男 在 YouTube 的舊頻道 （页面存档备份，存于）
- 喪Do男 在 facebook fanspage 的帳號 （页面存档备份，存于）
- Leo 在 facebook fanspage 的帳號 （页面存档备份，存于）